# El Cora
El Cora är en ort i Mexiko.   Den ligger i kommunen San Blas och delstaten Nayarit, i den centrala delen av landet, 700 km väster om huvudstaden Mexico City. El Cora ligger 378 meter över havet och antalet invånare är 335.
Terrängen runt El Cora är lite bergig. Runt El Cora är det ganska tätbefolkat, med 108 invånare per kvadratkilometer. Närmaste större samhälle är Jalcocotán, 5,9 km norr om El Cora. I omgivningarna runt El Cora växer i huvudsak lövfällande lövskog.